# Михайлов, Борис Александрович (художник)
Борис Александрович Михайлов (1959—2015)— советский и украинский художник.

## Биография

### Ранние годы
В детстве Борис Михайлов много времени проводил в кузнице, помогая деду (его дед был кузнецом). В дальнейшем это найдёт своё отражение в творчестве художника: он будет создавать из металла скульптуры, а также изображать многочисленные предметы кузнечного ремесла на своих картинах.
В 1969 году Борис Михайлов поступает в Детскую художественную школу в городе Воркута, где обучается в течение четырёх лет.
В 1973 Борис Михайлов приезжает в Ленинград и поступает в Среднюю художественную школу им. Б. В. Иогансона (ныне Санкт-Петербургский государственный академический художественный лицей им. Б. В. Иогансона Российской Академии художеств), в которой обучается до 1978 года. По завершении данного учебного заведения Борис Михайлов удостаивается Почётного диплома 1 степени Академии художеств СССР.

### Обучение в институте
Профессиональное образование Борис Михайлов продолжает в одном из лучших художественных вузов СССР — в Институте живописи, скульптуры и архитектуры имени И. Е. Репина в Ленинграде (ныне Санкт-Петербургский Государственный академический институт живописи, скульптуры и архитектуры имени И. Е. Репина), в котором художник учился с 1978 по 1984 годы в мастерской монументальной живописи — у профессора А. А. Мыльникова и А. Л. Королёва.

### Переезд в Киев
В 1985 году Борис Михайлов переезжает в Киев, где художник проживёт всю оставшуюся жизнь. В 1986 году Борис Михайлов становится членом Союза художников Украины, с 1987 по 1990 годы Борис Михайлов учится в Аспирантуре в творческих мастерских Академии художеств СССР в Киеве под руководством академика С. А. Григорьева и профессора Т. Н. Голембиевской.

## Творчество
Работы Бориса Михайлова находятся во многих музеях и галереях, например: в Музее русского искусства (Киев), в Краеведческом музее (Умань, Украина), Государственном музее Т. Г. Шевченко (Киев), Музее изобразительного искусства (Астана, Казахстан), Собрании Президента Франции (Париж), Коллекции католического колледжа (Лиссабон, Португалия), Картинной галерее (Созополь, Болгария).

### Темы творчества Бориса Михайлова
Среди живописных работ Бориса Михайлова большое количество натюрмортов, пейзажей, картин в мифологическом, религиозном, историческом и бытовом жанрах, а также портретов. У художника были целые серии из 20-30 работ на определённую тему, например: «Библейские мотивы», «Куклы», «Баварские замки», «Итальянские пейзажи», «Крестьянские и христианские натюрморты», «Пушкиниана».

### Стиль Бориса Михайлова
В целом, стиль Бориса Михайлова можно охарактеризовать, как реализм в русской классической традиции. При этом, обращает на себя внимание авторский почерк Бориса Михайлова — его работы декоративны, изысканно ярки, они проработаны и прочувствованы художником в мельчайших деталях. По утверждению самого Бориса Михайлова, в своём творчестве он стремился к магическому реализму:
«Мне хотелось бы стремиться к магическому реализму, но, не знаю, насколько это удаётся».

### Избранные работы

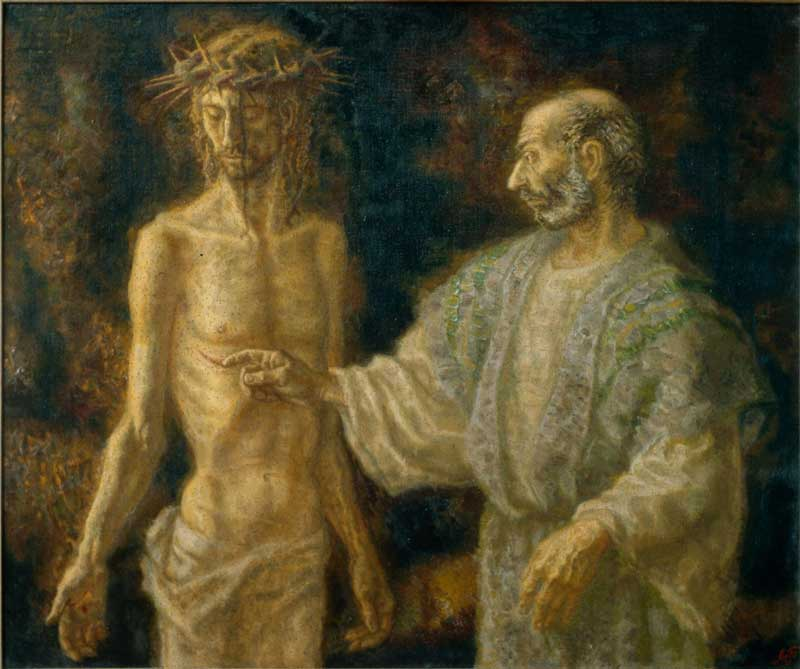
Уверование апостола

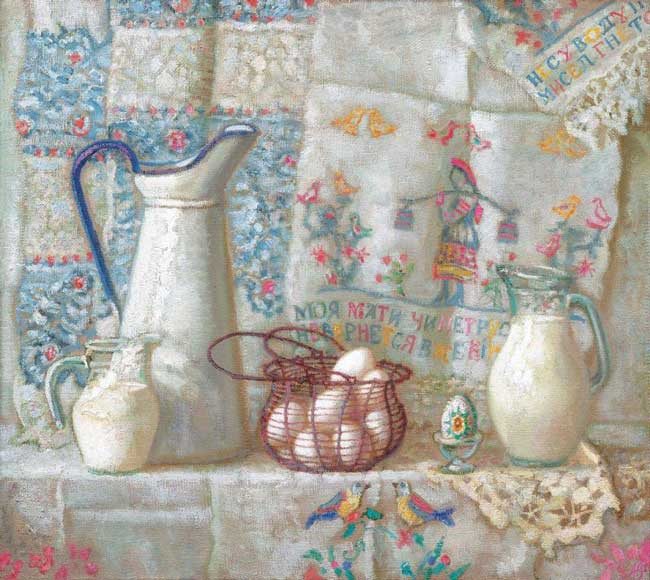
Белый натюрморт 80 х 90

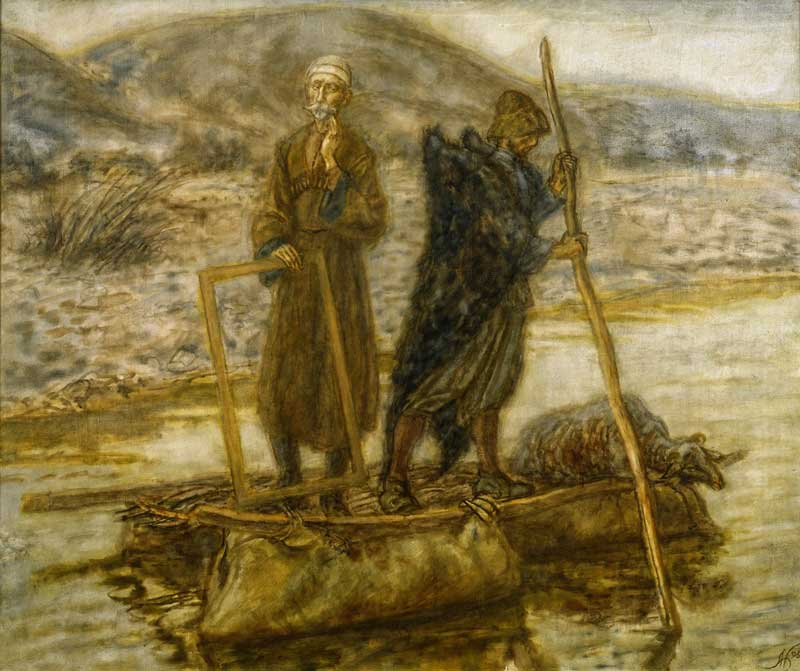
На бурдючном плоту

## Премии
В 2006 году картина «Раннехристианский натюрморт» Бориса Михайлова была признана Национальным Союзом Художников Украины лучшей живописной работой года в 2006 году, а художник удостоен премии имени Фёдора Кричевского.

## Семья
Жена — Елена Михайлова-Родина, украинский график, иллюстратор и живописец
Сын — Иван Михайлов, украинский художник, живописец
Внучка — Елизавета Михайлова
В 2000-е годы Борис Михайлов с женой и сыном принимали участие в росписи Церкви Рождества Христова, которая находится на Почтовой площади в Киеве (работы «Притвор» и «Хоры»).

## Выставки

### Персональные выставки
1983 — Российская Академия Художеств, Санкт-Петербург
1992 — Музей русского искусства, Киев
1993 — Галерея Кунстхауз, Австрия
1996 — Галерея искусств, Киево-Могилянская Академия, Киев
1996 — Государственный музей Т. Г. Шевченко, Киев
1997 — Международный образовательный фонд им. Ярослава Мудрого, Киев
1998 — Американский центр международного развития USAID, Киев
1999 — Национальный банк Украины, Киев
1999 — Центральный Дом Художника, Киев
1999 — Delafontain Gallery, Женева
2000 — Конгресс-отель Ambassador, Берн
2000 — Культурный центр «Le Moulin oles Evaux», Женева
2000 — Посольство Украины, Берн
2001 — Дворец Наций ООН, Женева
2001—2005 — Галерея «Art & Vision», Женева
2005 — A-HOUSE GALLERY, Киев
2005 — Галерея Арт-Блюз, Киев
2006 — Галерея «Art & Vision», Женева
2006 — Национальный заповедник «София Киевская», выставочный зал «Хлебня», Киев
2007 — Культурологический центр «Галерея Печерская», Киев
2009 — Институт международных отношений Киевского национального университета им. Т. Г. Шевченко, Киев
2010 — Центральный Дом Художника, Киев
2014 — Галерея Мытець, Киев

### Коллективные выставки
1989 — «Выставка украинских художников», Киото, Япония
1990 — «Выставка современного украинского искусства», Швеция
1990 — «Выставка современной украинской живописи», Лондон
1990 — Выставки в рамках аукционов «Christie’s», «Phillips», Лондон
1992 — «Выставка художников г. Киева», Мюнхен
1996 — «Дни культуры Украины», Братислава
1996 — «Выставка шести художников», Марбелла, Испания
1997 — «Выставка киевских художников», Сант-Яго да Кампостелло, Испания
1998 — Международный художественный салон «ЦДХ-98», Москва
1998 — «Выставка украинских художников», Порту, Португалия
1999 — Международный салон «Европа-Арт-99», Женева
2002 — «Искусство Украины», ЦДХ, Москва
Информация из каталога «Борис Михайлов живопись» от 2010 года